# 최경미 (작가)
최경미는 대한민국의 텔레비전 드라마 작가이다. 

## 주요 작품
- 2018년 SBS 드라마스페셜 《리턴》 ... 집필
- 2022년 JTBC 주말 미니시리즈 《클리닝 업》 ... 집필